# Baki (Somália)
Baki é uma cidade da Somalilândia, antiga capital da região de Awdal. Estima-se uma população em torno de 21.000 habitantes em 2007.
Baki é a capital do distrito de Baki, uma área montanhosa no centro da região de Awdal.
O povo do distrito de Baki pertence ao clã Gadabursi, sub-clãs Reer Nuur e Mahad Case.
- Latitude: 10° 32' Norte
- Longitude: 43° 10' Leste

}